# شکارچی شنبه
شکارچی شنبه عنوان فیلمی به کارگردانی پرویز شیخ‌طادی است. این فیلم در کل تلاش صهیونیست‌ها را در تسلط بر منطقه فلسطین نشان می‌دهد. داستان فیلم به زندگی کودکی می‌پردازد که به میان اقوام مختلف رفته و از هر یک چیزی آموخته‌است. علی‌رغم ممانعت مسئولین جشنواره فیلم فجر با حضور این فیلم در جشنواره، با میانجی‌گری محمدرضا رحیمی که ماهیت این فیلم را ضد صهیونیستی می‌دانست، این فیلم در بیست و هشتمین جشنواره فیلم فجر اکران شد.
۸۰ درصد فیلمبرداری «شکارچی شنبه» در طی اقامت ۲۵ روز گروه فیلمسازی در لبنان فیلمبرداری شده و ۲۰ درصد آن در مناطق مختلفی از ایران نظیر چالوس و تهران انجام شده‌است. فیلم شکارچی شنبه در تاریخ جمعه ۲۶ مرداد ۱۳۹۱ (روز قدس)، با حذف برخی از دیالوگ‌ها از صداوسیمای جمهوری اسلامی ایران پخش شد.

## خلاصه داستان
در یک بندرگاه اسرائیل، زنی یهودی که پس از مرگ همسرش، با یک مرد مسیحی ازدواج کرده‌است، کودک ۸-۷ ساله خود را در پی اقدامات حقوقی و اصرارهای زیاد پدربزرگش (علی نصیریان) برای مدت کوتاهی به وی می‌سپارد. پدربزرگ کودک که یکی از سران جریان فکری صهیونیسم است در جواب نگرانی‌های مادر، وعده می‌دهد که او یک ماه بیشتر اینجا نمی‌ماند و پس از آن، کودک با اراده خود هر کجا که خواست می‌تواند برود.
این فیلم ماجرای استحاله فکری و ذهنی این کودک و حرکت از فطرت پاک انسانی تا تبدیل شدن به موجودی خشن، خطرناک و خونریز است.

## بازیگران
- علی نصیریان
- امیریل ارجمند
- دارین حمزه
- آرسینه سوکیاسیان
- مهدی فقیه
- سیلوا آندرانسیان
- محمدجواد جعفرپور

## جوایز و نامزدها

### بیست و هشتمین دوره جشنواره فیلم فجر
| قسمت                       | نامزد         | نتیجه    |
| -------------------------- | ------------- | -------- |
| بهترین طراحی صحنه و لباس   | بابک پناهی    | نامزدشده |
| بهترین جلوه‌های ویژه میدانی | جواد شریفی‌راد | نامزدشده |

### سی‌امین دوره جشنواره فیلم فجر
| قسمت         | نامزد           | نتیجه    |
| ------------ | --------------- | -------- |
| بهترین پوستر | عبدالمجید خزائی | نامزدشده |